# رالف سيونتجينس
رالف سيونتجينس (بالهولندية: Ralf Seuntjens)‏ هو لاعب كرة قدم هولندي في مركز الهجوم، ولد في 17 أبريل 1989 في بريدا في هولندا. لعب مع دين بوستش وفي في في فينلو.

## وصلات خارجية
- رالف سيونتجينس على موقع رابطة كرة القدم اليابانية للمحترفين (اليابانية)
- رالف سيونتجينس على موقع قاعدة بيانات كرة القدم.إي يو (الإنجليزية)
- رالف سيونتجينس على موقع Soccerway.com (الإنجليزية)
- رالف سيونتجينس على موقع عالم كرة القدم.نت (الإنجليزية)